# Thymophylla pentachaeta
Espèce
Thymophylla pentachaeta est une espèce de plantes à fleurs de la famille des Asteraceae. Elle était autrefois placée dans le genre Dyssodia.

## Description morphologique

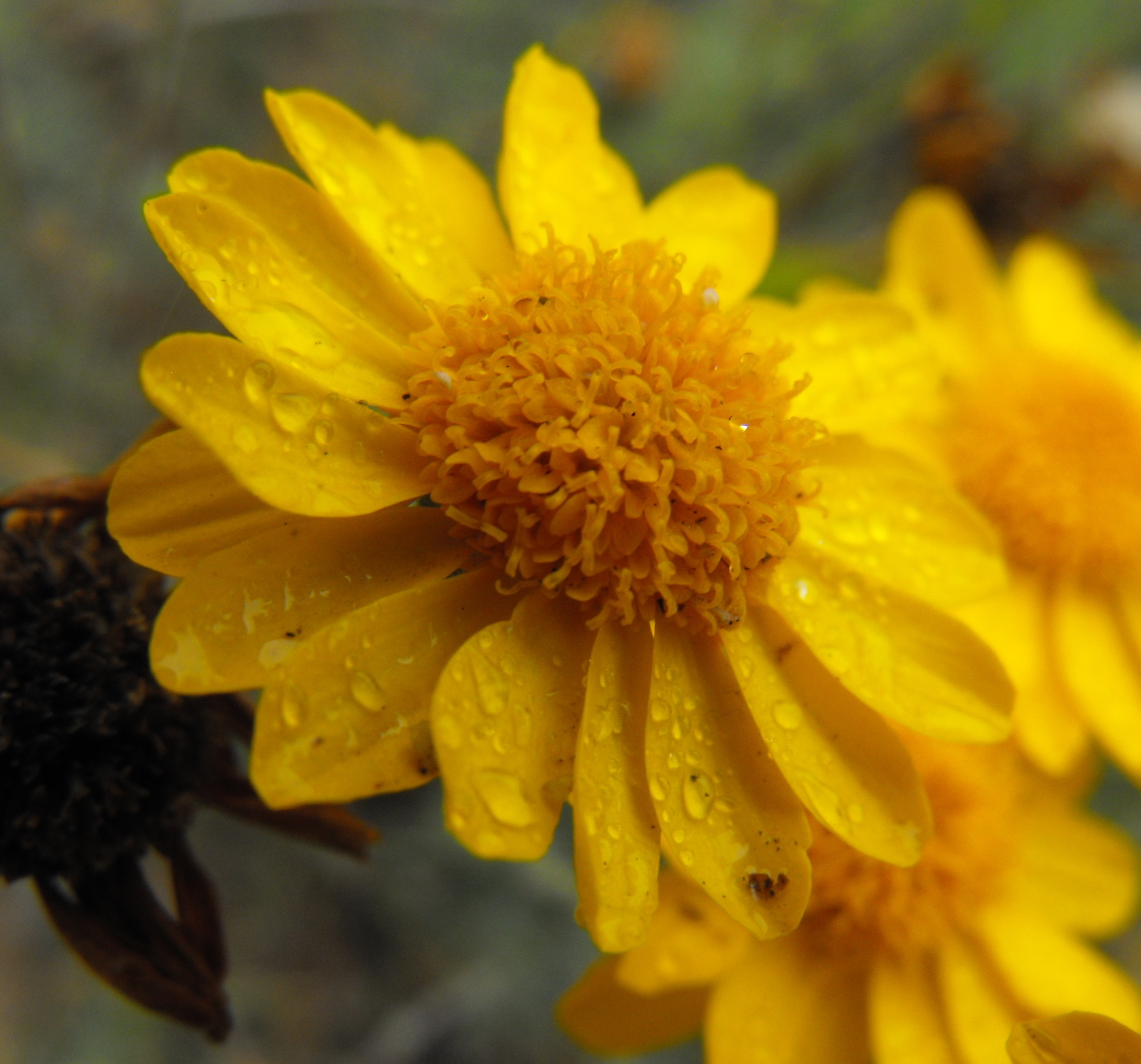
Détail d'un capitule.

### Appareil végétatif
Cette plante au feuillage vert sombre forme des touffes basses de 10 à 20 cm de hauteur. Les feuilles sont opposées et mesurent en moyenne 1,3 cm de longueur. Elles sont très découpées et les lobes sont de largeur très réduite, multifides.

### Appareil reproducteur
La floraison a lieu entre avril et octobre.
L'inflorescence est un capitule d'un jaune intense, apparaissant au sommet d'une tige florale dépourvue de feuilles. Précédé d'un involucre constitué de bractées pointillées de glandes visibles à l'œil nu, chaque capitule mesure de 6 à 13 mm de diamètre. Il est constitué de 8 à 13 fleurons ligulés entourant un centre composé de nombreux fleurons tubulaires.
Le fruit est un akène mince, surmonté de quelques écailles pointues.

### Espèce proche
Thymophylla acerosa est une espèce proche, mais présentant une base plus ligneuse. Ses tiges florales possèdent des feuilles et ses capitules présentent des fleurons moins nombreux.

## Répartition et habitat
Cette plante vit aux États-Unis (De l'Utah à l'Arizona, au Nouveau-Mexique et au Texas) et au Mexique.
Elle pousse dans les zones désertiques dégagées ou sur les plaines arides et caillouteuses. Elle se trouve souvent au sein des associations végétales "Larrea tridentata" ou "Pinus-Juniperus", ou en compagnie de plantes du genre Gutierrezia.